# Macrorhabdium ruficollis
Macrorhabdium ruficollis là một loài bọ cánh cứng trong họ Cerambycidae.